# 프레시오지테
프레시오지테(préciosité)는 17세기 프랑스 문학의 한 갈래로서, 1620-1660년대 당시 살롱의 귀부인들 사이에서 유행한, 귀족적, 유미주의적인 어문학 및 생활 전반의 미학관이다.

## 어원
프랑스어로 '귀중함', '값비쌈' 등을 의미하며, 1650년에 여성형용사 précieuse가 이러한 도도하고 고결한 태도를 취하는 여성들에게 붙여지기 시작했고, 1660년에 명사형 préciosité가 이러한 사조를 일컫게 되었다.

## 배경
17세기 전반 사교계의 중심이었던 살롱에서 발원, 발달한 사조로, 오텔 드 랑부예를 대표로 한 1620년-1648년의 전기와, 마들렌 드 스퀴데리의 토요회를 중심으로 한 1650년-1680년으로 양분된다. 1661년, 루이 14세의 친정 시작은 고전주의로 넘어가는 문학사의 시점으로서, 살롱이 아닌 궁정이 사교의 중심지로 변하면서 살롱 사교계 및 프레시오지테는 문화의 주도권을 잃어간다.

## 특성
사실적 묘사가 아니라 기교와 꾸밈이 위주가 되고, 비속한 하층민들과 스스로를 차별화하기에 실생활에 관련된 것을 상스럽다 여기고 오로지 즐겁게 해주는(plaire) 것을 찾으니, 나아가 이를 문학의 목적으로 하여 문학의 도덕적 목적을 배재한다. 또한 여기에 필요한 교양, 지식은 사교계에서의 대화를 통해 구하며, 전문적 지식은 현학주의로 간주되어 배척된다. 마지막으로 이러한 행위에 아부하고 찬양해주는 사람들을 전제로 하는 배타적인 문학정신이다. 
16세기의 종교전쟁의 살벌한 분위기의 반동으로, 프레시오지테의 언어와 도덕의 순화와 미화를 꾀했으므로, 그 문체는 대개 매우 화려하고 예쁘며, 공상력과 감수성이 돋보인다. 이러한 언어습관은 프랑스어가 '우아하고 정확한 언어'가 되는데 기여했다.
프레시오지테는 어문학 뿐만 아니라 결혼, 연애, 연예 등 당대 상류 여성의 삶의 모든 일면에 영향을 미쳤는데, 후기에는 이러한 여성의 영역 뿐만 아니라 당시 남성의 것이었던 문학, 천문학, 수학 등에도 관심을 보이는 여성들도 나타났다.

## 대표 인사
- 카트린 드 랑부예 (1588 - 1635)
- 마들렌 드 스퀴데리 (1653 - 1661)

## 비판
프레시오지테는 불문학사에서 충분히 유의미한 전통이나, 여느 유행이 그렇듯이 겉멋만 들어 이러한 화려함을 우스꽝스럽게 모방하는 여성들도 많았던 모양인지, 몰리에르는 1659년 초연된 잘난 체하는 아가씨들(Les Précieuses ridicules)이라는 소극에서 그러한 '촌뜨기'들을 유쾌하게 풍자했으며, 때문에 이 희극은 여성들의 항의로 공연이 일시 중단되기도 하였다.

## 같이 보기
- 로코코